# Easy Skanking in Boston 78
Vous pouvez aider à l'améliorer ou bien discuter des problèmes sur sa page de discussion.
- Il ne cite pas suffisamment ses sources. Vous pouvez indiquer les passages à sourcer avec {{référence nécessaire}} ou {{Référence souhaitée}}, et inclure les références utiles en les liant aux notes de bas de page. (Marqué depuis avril 2024)
- Certaines informations devraient être mieux reliées aux sources mentionnées dans la bibliographie ou les liens externes. Améliorez sa vérifiabilité en les associant par des références. (Marqué depuis avril 2024)

- Archive Wikiwix
- Bing
- Cairn
- DuckDuckGo
- E. Universalis
- Gallica
- Google
- G. Books
- G. News
- G. Scholar
- Persée
- Qwant
- (zh) Baidu
- (ru) Yandex
- (wd) trouver des œuvres sur Wikidata

Easy Skanking in Boston '78 est le 5e album live de Bob Marley and the Wailers. Il a été publié le 3 février 2015 par Island/Tuff Gong. Il s'agir d'un enregistrement au Boston Music Hall réalisé le 8 juin 1978 durant le Kaya Tour et publié en l'honneur du 70e anniversaire de Bob Marley.
Easy Skanking in Boston '78 a été publié en trois éditions séparées : en CD seul, en DVD et en Blue-Ray. 

## Titres
| 1.  | Slave Driver                      | Bob Marley                               | 4:13 |
| 2.  | Burnin' and Lootin                | Bob Marley                               | 5:35 |
| 3.  | Them Belly Full                   | Carlton Barrett, Lecon Cogil             | 3:37 |
| 4.  | The Heathen                       | Bob Marley                               | 4:20 |
| 5.  | Rebel Music (3 O'Clock Roadblock) | Aston « Family Man » Barrett, Hugh Peart | 5:35 |
| 6.  | I Shot the Sheriff                | Bob Marley                               | 4:51 |
| 7.  | Easy Skanking                     | Bob Marley                               | 3:26 |
| 8.  | No Woman No Cry                   | Vincent Ford                             | 7:04 |
| 9.  | Lively Up Yourself                | Bob Marley                               | 7:49 |
| 10. | Jamming                           | Bob Marley                               | 9:42 |
| 11. | War/No More Trouble               | Carlton Barrett, Allan Cole / Bob Marley | 6:03 |
| 12. | Get Up, Stand Up                  | Bob Marley, Peter Tosh                   | 5:54 |
| 13. | Exodus                            | Bob Marley                               | 7:00 |

| 1. | Rebel Music (3 O'Clock Roadblock) | 5:35 |
| 2. | I Shot the Sheriff                | 4:51 |
| 3. | No Woman No Cry                   | 7:04 |
| 4. | Lively Up Yourself                | 7:49 |
| 5. | Jamming                           | 9:42 |
| 6. | War/No More Trouble               | 6:03 |
| 7. | Exodus                            | 7:00 |